# Wet van Poe
De wet van Poe (Engels: Poe's law), genoemd naar haar bedenker Nathan Poe, is een internet-adagium dat het idee weergeeft dat het zonder een duidelijke blijk van de bedoeling van de auteur moeilijk of onmogelijk is om het verschil te zien tussen oprecht extremisme en een overdreven parodie op extremisme.

## De wet en haar betekenis
De wet van Poe stelt:

Zonder een knipogende smiley of een ander helder vertoon van humor is het onmogelijk om een parodie te maken op fundamentalisme die niemand zal aanzien voor echt fundamentalisme.

De kern van de wet van Poe is dat een parodie van iets extreems van nature onmogelijk te onderscheiden is van oprecht extremisme. Een gevolgtrekking uit de wet van Poe is het omgekeerde verschijnsel: oprechte fundamentalistische opvattingen die worden aangezien voor een parodie van die opvatting.
Het woord "Poe" kan ook gebruikt worden voor de persoon wiens bedoeling onduidelijk is. Als iemand een Poe genoemd wordt, betekent dat er getwijfeld wordt of deze serieus is met zijn of haar opmerking(en).

## Geschiedenis
De stelling die de wet van Poe is gaan heten, werd in 2005 door Nathan Poe geformuleerd op de website christianforums.com in een discussie over creationisme. De oorspronkelijke zin ging als volgt:

"Without a winking smiley or other blatant display of humor, it is utterly impossible to parody a Creationist in such a way that someone won't mistake [it] for the genuine article."
("Zonder een knipogende smiley of een ander overduidelijk teken van humor is het volslagen onmogelijk om een creationist zo te parodiëren dat niemand je aanziet voor een echte creationist."

De sentimenten die Poe uitdrukt gaan veel verder terug – ten minste tot 1983, toen Jerry Schwarz in een post op Usenet schreef:

8.  Vermijd sarcasme en spottende opmerkingen.

Zonder de stembuigingen en lichaamstaal van persoonlijke communicatie worden deze makkelijk verkeerd begrepen. Een gekantelde glimlach  :-), wordt op het net inmiddels veel gebruikt om aan te geven dat "ik maar een grapje maak". Als je een satirisch stuk plaatst zonder dit symbool, hoe overduidelijk de satire volgens jou ook is, moet je niet verbaasd zijn als mensen het toch serieus nemen.

Nog een precedent dat op Usenet werd gepost dateert uit 2001. Naar analogie van de welbekende Derde Wet van Arthur C. Clarke schreef Alan Morgan: "Iedere enigszins door de wol geverfde trol is niet te onderscheiden van een echte gek."
Het idee is ook het hoofdconcept van Kurt Vonneguts roman Mother Night (1961).